# NGC 2297
NGC 2297 este o intermediate spiral galaxy⁠(d) situată în constelația Pictorul. A fost descoperită în 31 ianuarie 1835 de către John Herschel. Se află la o distanță de 47,22 de megaparseci de Pământ.